# José Peña Gutiérrez
José Santos Peña Gutiérrez ( Ciudad Juárez, Chihuahua; 3 de diciembre de 1942) es un ex lanzador derecho mexicano que jugó 25 años béisbol profesional. Es el primer chihuahuense en las Grandes Ligas, donde estuvo 3 años como el mexicano número 19 en esa liga. Fue conocido como “El Peluche Peña", o el “Grandote Peña”. 

## Ligas Mayores
Jugó 3 temporadas. Debutó a los 26 años el 1 de junio de 1969 para los Rojos de Cincinnati y de 1970 a 1972 para Los Dodgers de Los Ángeles. Tuvo un récord total de 61 juegos, 112 entradas para 4.97 de CLA y 82 ponches y tuvo su última aparición el 14 de julio de 1972.

## Liga Mexicana
Jugó 19 temporadas, en la Liga Mexicana donde ganó 214 juegos de 368, para 2,975 entradas y ponchó a 1,832 bateadores. Sus dos mejores temporadas fue para los Cardenales de Tabasco con 21 triunfos y en 1978 para Cafeteros de Córdoba para 22 triunfos para 3.09 de CLA. También jugó para los Tigres capitalinos, con los Broncos de Reynosa en 1969 donde fueron campeones; con los Pericos de Puebla y Alijadores de Tampico. En 1974 jugó con los Mineros de Coahuila y Leones de Yucatán. En 1982 jugó con Indios de Juárez con récord de 11-1, liderando en ése departamento para esa temporada, y lograron así el equipo el campeonato en la liga.

## Liga Mexicana del Pacífico
Jugó 22 temporadas en la Liga Mexicana del Pacífico para 176 juegos ganados, con 40 blanqueadas, de 490 juegos, y 116 perdidos, y 2,589 entradas. Estuvo 14 temporadas con los Cañeros de los Mochis iniciando en 1962, con quien fue campeón en quien retiró su número en su honor pasando a ser jugador leyenda en ese club. Su mejor año fue el de 1966-67, cuando ganó 15 juegos y el subcampeonato para los Cañeros, y participó para el campeonato el año siguiente. También jugó con Algodoneros de Guasave, Venados de Mazatlán y Mayos de Navojoa.

## Serie del Caribe
Representó a México en el equipo participante 4 veces en la Serie del Caribe: En Puerto Rico, República Dominicana, Venezuela y México.

## Récords y reconocimientos
Fue galardonado como miembro del salón de la fama en 1992.
También tiene el liderato de pelotazos propinados en la LMP y LMB
En la Liga Mexicana del Pacífico es el segundo en juegos ganados sólo superado por Vicente “Huevo” Romo; Romo ganó 182 juegos y Peña 176.
El 29 es el número de uno de los 6 números retirados de Club de los Cañeros.

## Últimos Años
Ha realizado actividades de cronista deportivo en televisión, y entrenador y siendo buscador de talento para los Diablos Rojos y manejador de los Saraperos de Saltillo.